# Impia Judaeorum perfidia
Ne doit pas être confondu avec Perfidia judaica.
 (octobre 2011).
Impia Judaeorum perfidia est une lettre pontificale, rédigée par le pape Innocent IV et nommée d'après ses premiers mots La perfidie impie des Juifs (en latin: Impia Judaeorum perfidia). Elle est datée du 9 mai 1244. La lettre est adressée au roi Louis IX de France (canonisé en 1297).

## Directives
Au début de la bulle le pape explique comment Jésus Christ, par sa miséricorde et longanimité tolère la cohabitation des Juifs et des Chrétiens, en attendant la conversion des premiers. Pour leur part, ces ingrats n'admettent [aucune repentir de] leur faute et ne révèrent pas l'honneur de la foi Chrétienne, avoir renoncé à la loi de Moïse et des Prophètes, suivent quelques traditions de leurs aînés (en latin: « Ipsi enim ingrati Domino Jesu Christo […] nec reverentes honorem fidei Christianae, omissis […] lege Mosaica et Prophetis, quasdam traditiones suorum seniorum sequuntur »). Le pape leur demande, en répétant les mots de l'Évangile  selon Matthieu (15.3), pourquoi ils ont renoncé au mandat divin à cause de leurs traditions qui enseignent des doctrines et des mandats humains.
Dans la bulle, Innocent IV explique que les enfants des Juifs sont nourris et enseignés par le Talmud qui contient des blasphèmes contre le Dieu et son Christ, la Vierge Marie, des abus faux et des bêtises inouïes (en latin: « sunt blasphemiae in Deum et Christum ejus, ac beatam Virginem manifestae, abusiones erroneae, ac stultitiae inauditae »). Selon le pape, ces traditions (y compris le Talmud) les éloignent de la Loi et de la doctrine des prophètes.
Le pape exhorte les nourrices chrétiennes de ne pas aller aux maisons juives, car elles risquent d'invoquer le courroux divin en les tolérant à agir indignement - cela peut confondre leur foi selon Innocent IV.
Ensuite, il exhorte le roi Saint Louis à brûler publiquement, devant le clergé et le peuple, le susdit livre abusif (en latin: praedictum abusionis librum […] coram Clero et populo, incendio concremarint).
Finalement, le pape demande qu'il soit interdit aux Juifs d'avoir des serviteurs chrétiens, pour que Innocent IV puisse louer dorénavant le zèle de la sincérité royale comme auparavant.